# Iulia, Tulcea
Iulia (bulgară Чинелий/Chineli) este un sat în comuna Izvoarele din județul Tulcea, Dobrogea, România.
Satul a fost locuit de bulgari până în 1940 când s-a făcut schimb de populație cu Bulgaria, în urma cedării Dobrogei de Sud.